# 青玉隆背鰩
青玉隆背鰩（學名：Notoraja sapphira），為軟骨魚綱鰩目單鰭鰩科隆背鰩屬的一種，分布於西太平洋珊瑚海和塔斯曼海海域，深度1195至1313公尺，本魚體盤呈心形，帶有短突出的吻尖，盤寬略大於長，寬度為體長51-54％，長度為體長的47-48％，吻部短，眶前吻長為體長的12-15％，椎間盤的背面大部分沒有真皮小齒，軀幹後部中部有小齒，尾部多刺，有密集、不規則排列的刺，背面呈深藍色，外緣呈狹窄的黑色，盤腹面及尾部棕黑色，鰓裂顏色較深，泄殖腔口及口角白色，體長可達36公分，棲息在沙泥底質海域，為深海底棲性魚類，屬肉食性，卵生, 生活習性不明。